# Handler

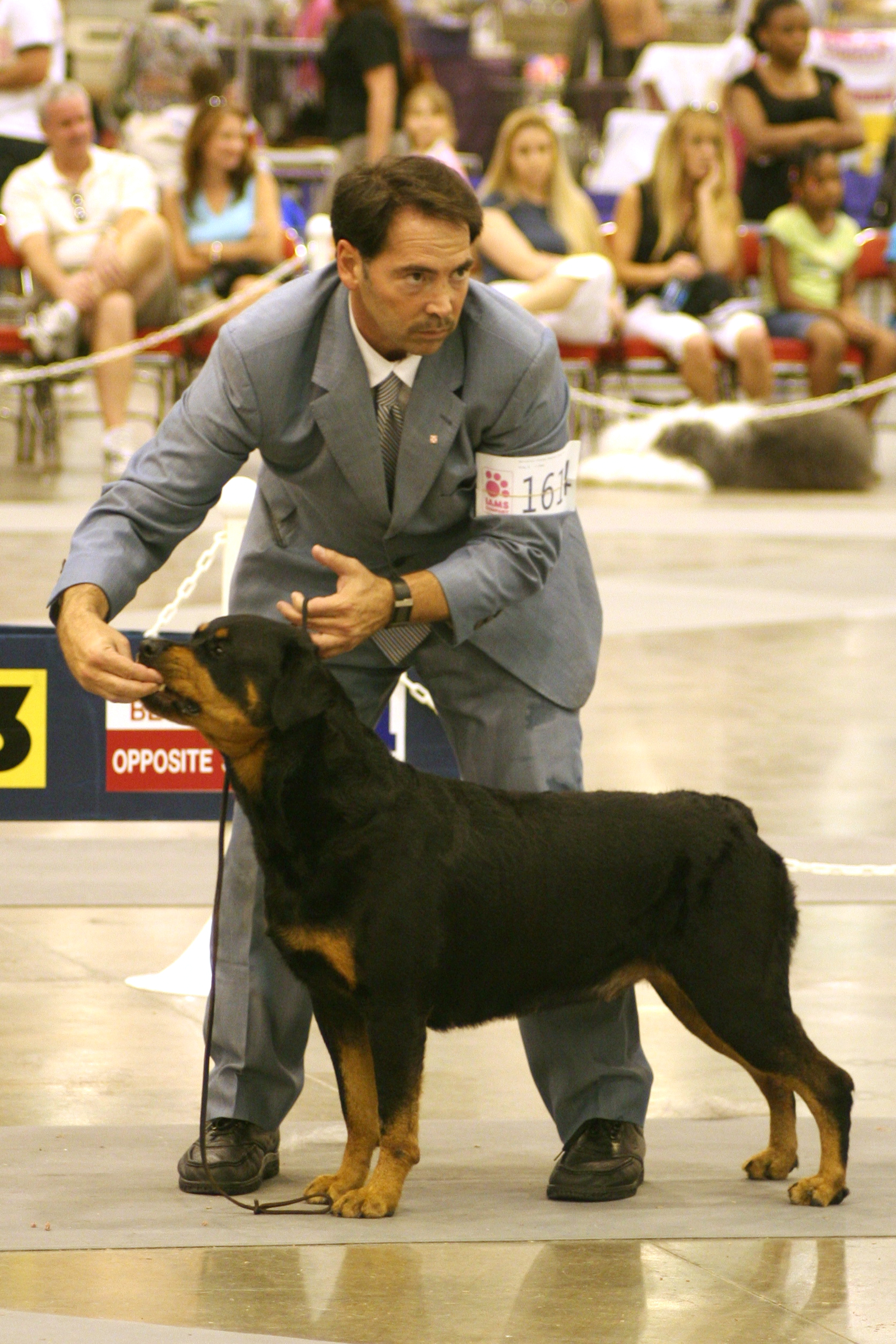
Um handler conduzindo um rottweiler durante evento de exposição.

Handler, além de ser o nome dado ao responsável pelo handling de uma aeronave, pode também se referir ao profissional cinófilo que cuida, prepara e apresenta cães de raça pura em eventos competitivos de shows de conformação e beleza.

## Função no meiocinófilo
O handler manipula o cão para julgamento, de modo que a postura seja perfeita quando o juiz o observar. O handler avalia as melhorias que são possíveis ao cão a fim de que mais pontos sejam ganhos nas apresentações. 
Este profissional passa bastante tempo com os cães que vão competir, por isso é o responsável pelo condicionamento físico e psicológico do cão.
A preparação dada aos cães pelo handler envolve uma alimentação balanceada, com ração de qualidade adequada ao animal, além de higienização do pêlo, dentes, ouvidos e unhas. O treinamento físico é muito importante. São comuns exercícios como a natação e musculação, esteira e passeios com bicicleta. Algumas raças, como Buldogue inglês precisam ter cuidado especial na hora do treino físico. 
O handler guia o cão durante o show de conformação, e seu objetivo é valorizar as qualidades do cão durante a apresentação.